# Aleš Gabrič
Aleš Gabrič, slovenski zgodovinar, * 28. februar 1963, Ljubljana.

## Življenje in delo
Leta 1994 je na Filozofski fakulteti Univerze v Ljubljani doktoriral iz zgodovine. Od leta 1987 je zaposlen na Inštitutu za novejšo zgodovino, kjer preučuje odnos predstavnikov države in politične oblasti do predstavnikov kulture in izobraženstva po 2. svetovni vojni. Napisal je več monografij in je soavtor pomembnega Slovenskega zgodovinskega atlasa (2011). Je tudi soavtor učbenikov zgodovine za devetletko in gimnazijo.
V letih 2001-2004 je bil urednik Kronike - časopisa za slovensko krajevno zgodovino. Med leti 2009 in 2019 je bil urednik inštitutske zbirke Razpoznavanja/Recognitiones. Od 1996 do 2019 je na Fakulteti za družbene vede Univerze v Ljubljani predaval zgodovino slovenske kulture.
Od 2008 do 2020 je bil predsednik Državne predmetne komisije za splošno maturo za zgodovino.
Je aktivni član Zveze zgodovinskih društev Slovenije, Society for Slovene Studies in Slovenske matice. Leta 2018 je bil izvoljen za predsednika Slovenske matice.

## Mlada leta
V zgodnjih letih je igral nogomet v 1. slovenski nogometni ligi v Nogometnem klubu Elan Novo mesto.

## Dela
- Socialistična kulturna revolucija: slovenska kulturna politika 1953-1962 , Ljubljana, 1995. ISBN 86-361-0912-4
- Gabrič, Aleš, Polona Kekec in Brigita Rajšter Odvetnica in pisateljica Ljuba Prenner : pogumna, da je bila drugačna, Ljubljana, 2000. ISBN 961-6352-12-1
- Šolska reforma 1953–1963, Ljubljana, 2006. na portalu Sistory ISBN 961-6386-09-3
- Sledi šolskega razvoja na Slovenskem, Ljubljana, 2009 v Digitalni knjižnici Pedagoškega inštituta Arhivirano 2016-03-09 na Wayback Machine.
- Golec, Boris, France M. Dolinar, Aleš Gabrič, Miha Kosi in Tomaž Nabergoj. Slovenski zgodovinski atlas. Ljubljana, 2011. ISBN 978-961-6580-89-2
- V senci politike : opozicija komunistični oblasti v Sloveniji po letu 1945, Ljubljana, 2019. ISBN 978-961-282-332-0